# 拉里·弗兰德
劳伦斯·弗兰德（英語：Lawrence Friend，1935年4月14日—1998年2月27日），美国NBA联盟前职业篮球运动员。他在1957年的NBA选秀中第2轮第13顺位被纽约尼克斯选中。死于前列腺癌。